# Julien Escudé
Julien Escudé (nascut el 17 d'agost de 1979 a Chartres) és un futbolista de nacionalitat francesa que es formà als equips inferiors de l'Olympique de Lió.
Destacà com a jugador del Sevilla FC. Acabà la seva carrera al Beşiktaş JK.
Fou internacional amb la selecció francesa.